# Форос (футбольний клуб)
Футбольний клуб «Форос» — український футбольний клуб, що представляє місто Ялта з АР Крим.

## Історія
Клуб був заснований 2008 року під патронатом фороського селищного голови Бикова Анатолія Миколайовича, а також Сьоміна Сергія Васильовича та Краснопьорова Олександра Івановича.
Весною 2008 року був організований Футбольний клуб з однойменною назвою «Форос» з метою привернути місцевих дітей різного віку до футболу, розвивати спортивну інфраструктуру в регіоні.
За свою коротку історію ФК «Форос» взяв участь у першості Ялти і в чемпіонаті Криму серед КФК, в якому з першої ж спроби, заявившись у другому колі, зайняв за його підсумками 4-е місце а також посів третє місце в традиційному турнірі «Кубок мера Сімферополя».
Безумовно, хороший дебют відбувся завдяки запрошенню на тренерський місток відомого фахівця Олексія Антюхина, в минулому відомого футболіста.
З 2009 року граючим тренером «Форосу» став Андрій Опарін, який того ж року допоміг клубу здобути перемогу в Кубку Криму, а також стати віце-чемпіоном Криму.
Наступного року команда під керівництвом Івана Марущака знову виграла кубок Криму, а також дебютувала на загальнонаціональному рівні, зігравши в кубку України серед аматорів, проте вилетіла в першому ж раунді.
На початку 2011 року головним тренером команди став Олександр Клімович, який до того керував футбольною дитячо-юнацькою школою санаторію «Ай-Даніль», також за його плечима був і досвід роботи тренера в професійних клубах.
Віце-президент «Фороса» Олександр Краснопьоров прокоментував нове призначення таким чином: «Ми хочемо спробувати іншу концепцію розвитку клубу. Етап самоствердження позаду, ми виграли в Автономії достатню кількість трофеїв та зараз хотіли б зробити акцент на створенні команди орієнтованої на хлопців 1991–1994 народження, а для цього завдання найкращого фахівця ніж Олександр Анатолійович Климович у великій Ялті не знайти.»
2012 року команда втретє в своїй історії здобула кубок Криму, стала бронзовим призером чемпіонату Криму, а також дебютувала в аматорському чемпіонаті України, де не зуміла пройти груповий етап. Після цього керівництво клубу подало заявку на вступ в ПФЛ, щоб отримати право з наступного року виступати в другій лізі чемпіонату України, а в перспективі вийти і до української прем'єр-ліги, проте заявка була відхилена через невчасну подачу документів.
2013 року через фінансові проблеми клуб змушений був відмовитися від участі у всіх великих турнірах та втратив ключових гравців, після чого став виступати лише на міському рівні в чемпіонаті Ялти.

## Гімн
Пусть труден путь 

И нелегка победа, 

Они идущим 

Только по плечу. 

Свети, звезда, 

По имени Надежда, 

Ты верность докажи 

Свою Мячу!
Припев: Форос — бежит — поет волна, 

Форос- синеют небеса, 

Форос — с победою всегда, Форос — не унывает никогда! 

Форос — Форос- Форос!

## Досягнення
- Володар кубка Криму: 2009, 2010, 2012
- Срібний призер чемпіонату Криму: 2009
- Бронзовий призер чемпіонату Криму: 2012
- Чемпіон Ялти
- Володар Кубка Ялти («Форос-2»)
- неодноразовий переможець турнірів «Кримський підсніжник» і пам'яті Юрковського (за участю команд вищої та першої ліги України та країн СНД)